# Kwas jodowy
Kwas jodowy, HIO3 – nieorganiczny związek chemiczny z grupy tlenowych kwasów jodu. Atomem centralnym kwasu jodowego jest jod na V stopniu utlenienia. 

## Otrzymywanie
Metody otrzymywania kwasu jodowego:
- rozpuszczenie pięciotlenku jodu w wodzie[3]:

I
2O
5 + H
2O  ⇄  2HIO
3
- reakcja jodanu baru z kwasem siarkowym[1]:

Ba(IO
3)
2 + H
2SO
4  →  2HIO
3 + BaSO
4↓
- utlenianie jodu, np.[1]:

3I
2 + 10HNO
3  →  6HIO
3 + 10NO + 2H
2O
I
2 + 5H
2O
2  →  2HIO
3 + 4H
2O
I
2 + 5Cl
2 + 6H
2O  →  2HIO
3 + 10HCl
Utlenianie można przeprowadzić też metodą elektrolityczną.

## Właściwości
Czysty kwas jodowy tworzy białe rombowe kryształy, dobrze rozpuszczalne w wodzie i w 87%-owym etanolu, słabo rozpuszczalne w kwasie azotowym. Jest stosunkowo słabym kwasem o pKa = 0,8. Jest silnym utleniaczem w kwasowym środowisku, przy czym redukuje się on do jodu (I
2), np.:
HIO
3 + 5HI → 3I
2 + 3H
2O
2HIO
3 + 5H
2S → I
2 + 6H
2O + 5S↓
lub jodków (I−
), np.:
IO−
3 + 3SO2−
3  →  I−
 + 3SO2−
4
W specjalnych warunkach (bardzo niskie pH i wysokie stężenie jonu chlorkowego, np. w stężonym kwasie chlorowodorowym), kwas jodowy zostaje zredukowany do trichlorku jodu, ICl
3.
Jest to jeden z najbardziej stabilnych termicznie kwasów spośród oksokwasów fluorowców. Po podgrzaniu do 75 °C odwadnia się do kwasu pirojodowego, HI
3O
8 (HIO
3·I
2O
5), a w 200 °C do pięciotlenku jodu I
2O
5, który przy dalszym ogrzewaniu (300 °C) rozkłada się do jodu i tlenu:
12HIO
3  →  4HI
3O
8  →  6I
2O
5  →  6I
2 + 15O
2

## Zastosowanie
Kwas jodowy jest używany jako silny utleniacz, np. w miareczkowaniu redox, m.in. w jodometrii, gdzie wykorzystuje się go do generowania jodu z jodków.